# Friedrich Max Trautz
Friedrich Max Trautz (* 3. Juni 1877 in Karlsruhe; † 6. April 1952 ebenda) war ein deutscher Japanologe und unter anderem Begründer des Japan-Instituts in Berlin sowie Leiter des Deutschen Forschungsinstituts in Kyoto.

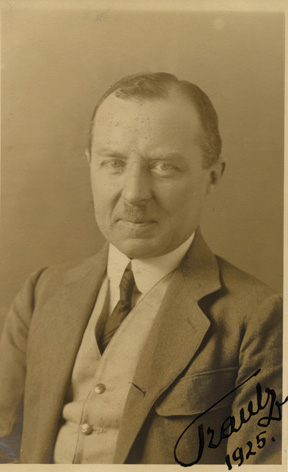
F.M. Trautz 1925

## Leben
Trautz war ein Sohn des badischen Oberkirchenrats Theodor Trautz (1845–1897), sein jüngerer Bruder war der Chemieprofessor Max Trautz. Nach dem Besuch des humanistischen Gymnasiums in Karlsruhe diente er seit 1898 als Leutnant der badischen Feldartillerie und wurde 1906 in die Kriegsakademie aufgenommen, wo er japanische Sprachstudien begann. 1907 legte er die Dolmetscherprüfung in Französisch und Englisch ab und wurde 1909 bis 1910 zu einer Weltreise nach Japan, Korea und China beurlaubt. 1911 folgte das Diplomexamen in Japanisch und Türkisch am Orientalischen Seminar Berlin, worauf er 1912 an die kriegsgeschichtliche Abteilung des Großen Generalstabs ging. Am Ersten Weltkrieg nahm er als Hauptmann an der Westfront, beim Feldeisenbahndienst in der Türkei und im Preußischen Kriegsministerium teil. 1920 schied er aus dem Militärdienst als chargierter Major aus und studierte wieder Japanisch in Berlin.
Trautz promovierte 1921 zum Dr. phil. an der Universität Berlin, als erster mit Japanologie als Hauptfach. 1921–1926 war er als Wissenschaftlicher Hilfsarbeiter in der Ostasiatischen Abteilung am Museum für Völkerkunde Berlin bei Friedrich Wilhelm Karl Müller tätig im Rahmen eigener Forschungen zur Geschichte der europäischen Beziehungen zu Japan und insbesondere zur Geschichte Engelbert Kämpfers und Philipp Franz von Siebolds. 1926 habilitierte er sich in Berlin und wurde anschließend als Leiter an das von ihm geschaffene Japan-Institut in Berlin berufen. 1930–1938 war er beurlaubt nach Kyoto. Dort forschte er zur Lebensgeschichte und Poesie des Bashō (Genjūan no ki etc.) und nahm die Siebold-Forschung wieder auf. 1938 kehrte er nach Karlsruhe zurück.
Ab 1909 war er Mitglied der Ostasiatischen Gesellschaft. Trautz hinterließ eine umfangreiche Sammlung teils seltener Japonica, die heute auf mehrere Archive und Forschungseinrichtungen in Deutschland verstreut ist. Ein großer Teil der Sammlung befindet sich im Besitz der Abteilung für Japanologie und Koreanistik der Universität Bonn und wurde 2019 im Rahmen der Ausstellung "Die Sammlung Trautz. Visuelle Schätze aus dem Nachlass des Japangelehrten Friedrich M. Trautz (1877-1952)" im Bonner Universitätsmuseum sowie in einem begleitenden Sammelband gleichen Titels erstmals öffentlich gezeigt.

## Schriften
- Der Tōkaidō, die Hauptverkehrsader des mittelalterlichen Japan, ein Beitrag zur Kulturgeschichte und Topologie der Tokugawa-Zeit, Habilitationsschrift Berlin 1926
- Ceylon, Berlin 1926
- Japan, Korea und Formosa, Berlin 1930
- Der Große Stūpa auf dem Kōyasan, 1934
- Shūzō Kure, Hartmut Walravens (Hrsg.): Philipp Franz von Siebold. Leben und Werk. (Tokyo 1926) Deutsche, wesentlich vermehrte und ergänzte Ausgabe, bearbeitet von Friedrich M. Trautz. Iudicium, München 1996, ISBN 3-89129-497-2.